# CASA C-207 Azor
El CASA C-207 Azor fue un avión de transporte de tropas y carga de corto y medio alcance bimotor de ala baja, aunque inicialmente fue planeado para el mercado civil como avión de pasajeros. Construido por la compañía española Construcciones Aeronáuticas S.A. (CASA) a comienzos de los años 50, y empleado exclusivamente por el Ejército del Aire español. Derivado del también bimotor CASA C-202 Halcón, en el momento de su aparición en el año 1958 tenía unas características inferiores a otros modelos que se encontraban en desarrollo en Europa, como el Fokker F27 neerlandés o el Avro 748 británico, por lo que únicamente se construyeron en reducido número.

## Desarrollo
Después de la Segunda Guerra Mundial, la industria aeronáutica en España se limitaba al desarrollo de aviones extranjeros bajo licencia, por lo que el Ministerio del Aire Español alentó la creación de proyectos nacionales.
La empresa CASA inició el desarrollo de dos modelos de aviones de transporte ligero, un bimotor y un cuatrimotor, con distintas dimensiones y capacidades, desarrollándose finalmente los bimotores C-201 Alcotán, C-202 Halcón y C-207 Azor, siendo este último un desarrollo a escala ampliada del Halcón. El Ministerio del Aire y CASA firmaron en 1951 un contrato para el desarrollo de dos prototipos del C-207 Azor, que se fabricarían en Getafe (Madrid), y debían tener una capacidad para transportar a unos 40 pasajeros en una cabina climatizada.
El primero de los prototipos del C-207 Azor realizó su primer vuelo el 28 de septiembre de 1955, a los mandos del piloto de pruebas de CASA Ernesto Nienhuisen y con el Coronel de Ingenieros Aeronáuticos del Ejército del Aire Pedro Huarte-Mendicoa Larraga como copiloto, que además era el director del proyecto C-207 Azor y de los ya mencionados C-201 Alcotán y C-202 Halcón. Durante 1955 y 1956 se realizan las pruebas del modelo, y es en 1958 cuando el Instituto Nacional de Técnica Aeroespacial (INTA) le otorga el certificado de homologación que confirmaba que cumplía los requisitos impuestos por la Organización de Aviación Civil Internacional (OACI).
La intención original era la de presentar al avión como competidor en el mercado civil, siendo más rápido y con más autonomía que aviones similares de la época, pero al no recibir pedidos en este terreno debido, entre otras cosas, al no contar con una cabina presurizada, motivo por el cual la compañía aérea estatal Iberia L.A.E. se decanta por el estadounidense Convair 440 (además de por considerar que el Azor era demasiado pequeño), y a que en ese momento comenzaban a aparecer los primeros reactores, y como no era posible una adaptación, el Gobierno Español rescató el proyecto, adquiriendo las diez primeras unidades para el Ejército del Aire, como avión de transporte con capacidad para 40 pasajeros, donde recibieron la designación T.7A, y dos de los cuales se equiparon experimentalmente con motores Pratt & Whitney R-2800 Double Wasp en lugar del Bristol Hercules 730 que llevaban el resto.
En 1960, el Gobierno Español realizó un pedido de una segunda serie de otras diez unidades, denominados CASA C-207C, con designación T.7B, y que contaban con piloto automático y una doble compuerta en la parte trasera del fuselaje que facilitaba la misión de carga, lo que permitía que fuera empleado para lanzar hasta 37 paracaidistas, o incluso el uso como avión sanitario.
En 1973, CASA propuso un diseño STOL con cuatro turbohélices, conocido como CASA C-401, que debía reemplazar al Azor, pero el proyecto se abandonó en favor de otro modelo más reducido, el CASA C-212 Aviocar biturbohélice.

## Diseño
El C-207 estaba realizado íntegramente de metal, con una disposición monoplano de ala baja en voladizo, y disponía de un tren de aterrizaje triciclo y retráctil, con una cabina capaz de albergar a 40 pasajeros, aunque no estaba presurizada. La segunda versión del aparato podía transportar hasta 37 paracaidistas o 3350 kg de carga útil.
La primera serie inicialmente estaba previsto que fuera equipada con motores de 1300 hp fabricados por la compañía española ENMASA, pero finalmente fue equipada con motores radiales Bristol Hercules, que generaban 2040 hp cada uno, aunque dos ejemplares fueron equipados de manera experimental con Pratt & Whitney R-2800 Double Wasp.

## Historia operacional
El Azor era un bimotor de transporte para distancias cortas y medias, diseñado para el mercado civil. El Ejército del Aire encargó una serie inicial de 10 aparatos. Hubo dos versiones diferentes del avión, la A (transporte de personal con 36 plazas) y la C (cargueros); la diferencia inicial estaba en el peso de la aeronave (1679 kg más en la versión C).
El Azor tuvo su destino en el 351 Escuadrón del Ala 35, ubicada en la Base Aérea de Getafe y en el Centro Cartográfico y Fotográfico (CECAF) hasta que fueron dados de baja en 1982, excepto dos unidades dedicadas al remolque de mangas.

## Variantes
C-207A
10 unidades fabricadas con capacidad para 4 tripulantes y 40 pasajeros. Entró en servicio en 1960 en el Ejército del Aire, donde recibió la designación militar T.7A. Dos de las unidades fueron equipadas de manera experimental con motores Pratt & Whitney R-2800 Double Wasp.
C-207C
10 unidades acondicionadas con compuertas laterales para el transporte de hasta 37 paracaidistas o como transporte de hasta 3350 kg de carga. En el Ejército del Aire recibió la designación militar T.7B.

## Operadores
España
- Ejército del Aire: llegó a operar los 20 Azor fabricados junto con los 2 prototipos, sirviendo con la designación T.7.[9] Operaron en el Escuadrón 351 del Ala 35 del Mando de Transporte Aéreo, ubicado en la Base Aérea de Getafe (Getafe, Madrid).[1]

## Supervivientes
| Denominación | Ubicación                                                |
| ------------ | -------------------------------------------------------- |
| T.7-1        | Expuesto en la Base Aérea de Getafe (Madrid)             |
| T.7-6        | Expuesto en el Museo del Aire de Cuatro Vientos (Madrid) |
| T.7-16       | Expuesto en el municipio de Gelves (Sevilla)             |
| T.7-17       | Expuesto en el Museo del Aire de Cuatro Vientos (Madrid) |
| T.7-19       | Expuesto en las instalaciones de CASA en Getafe (Madrid) |

Se tiene constancia de 5 unidades del CASA C-207 Azor que se conservan en la actualidad:
- El Museo del Aire de Madrid, ubicado en Cuatro Vientos, dispone de una unidad del C-207A con la denominación T.7-6,[12] y un C-207C con la denominación T.7-17,[13] ambos en exposición.[3][10]
- En el interior de la Base Aérea de Getafe se encuentra un C-207 con la denominación T.7-1.[10][14]
- En las instalaciones de la compañía CASA, en Getafe, se encuentra un C-207 con la denominación T.7-19.[10]
- En la localidad de Gelves (Sevilla) se encuentra un C-207 con la denominación T.7-16.[10][15]

Además de los cinco mencionados, en las cercanías del Aeropuerto de Sevilla-San Pablo se encuentra en muy mal estado el fuselaje del T.7-5, que es empleado por los bomberos del aeropuerto para la realización de prácticas.
También en el mismo aeropuerto sevillano, durante un tiempo, se encontraban almacenados en algún lugar de acceso restringido las unidades T.7-8 y T.7-10, posiblemente en muy mal estado.

## Especificaciones (C-207A)

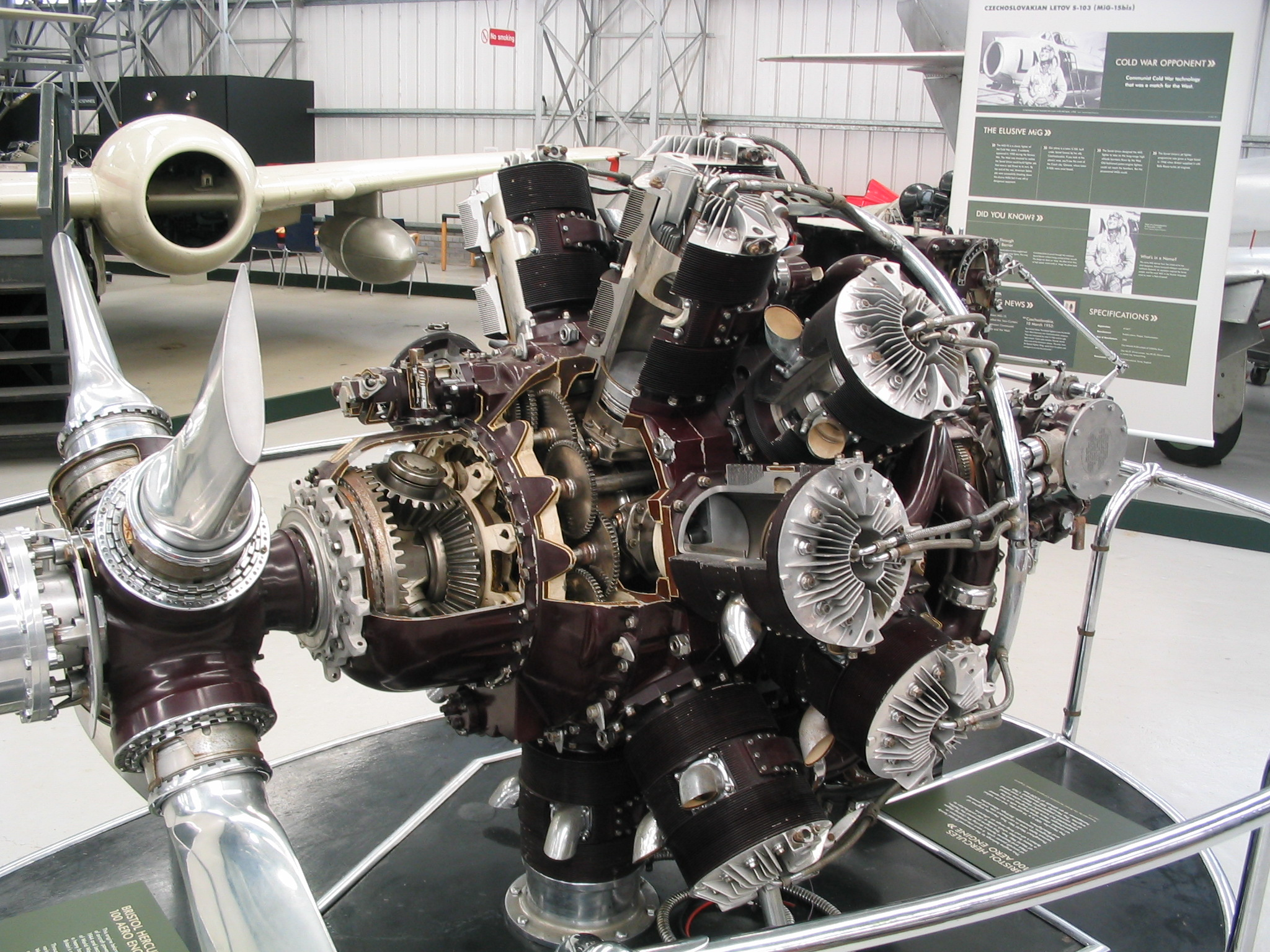
Motor radial Bristol Hercules seccionado en The Museum of Flight, East Fortune, Escocia.

Referencia datos: EADS.com, Ejército del Aire de España y The Encyclopedia of World Aircraft.

### Características generales
- Tripulación: 4
- Capacidad: 40 pasajeros
- Longitud: 20,9 m (68,4 ft)
- Envergadura: 27,8 m (91,2 ft)
- Altura: 7,75
- Superficie alar: 85,8 m² (923,6 ft²)
- Peso vacío: 10 600 kg (23 362,4 lb)
- Peso máximo al despegue: 16 000 kg (35 264 lb)
- Planta motriz: 2× motor radial de 14 cilindros en doble estrella refrigerado por aire Bristol Hercules 730.
  - Potencia: 1522 kW (2098 HP; 2070 CV) cada uno.

### Rendimiento
- Velocidad máxima operativa (Vno): 442 km/h (275 MPH; 239 kt)
- Velocidad crucero (Vc): 363 km/h (226 MPH; 196 kt)
- Alcance: 2500 km (1350 nmi; 1553 mi)
- Techo de vuelo: 8000 m (26 247 ft)
- Régimen de ascenso: 5,5 m/s (1083 ft/min) [20]

## Aeronaves relacionadas

### Desarrollos relacionados
- CASA C-201 Alcotán
- CASA C-202 Halcón

### Aeronaves similares
- NAMC YS-11
- Fokker F27
- Avro 748
- Handley Page Dart Herald
- Antonov An-24

### Secuencias de designación
- Aviones militares de CASA: AX - C-201 - C-202 - C-207 - C-212 - C-101 - C-102 →
- Secuencia T._ (Transportes del Ejército del Aire de España):[9] ← T.4 - T.5 - T.6 - T.7 - T.8 - T.9 - T.10 →